# Gästrikekustens pastorat
Gästringekustens pastorat är ett pastorat i Gästriklands kontrakt.
Det bildades 2018 av pastoraten för Hille och Hamrånge och omfattar de två församlingarna.
Pastoratskod är 011104